# Antillesia cardisomae
Antillesia cardisomae is een eenoogkreeftjessoort uit de familie van de Cancrincolidae. De wetenschappelijke naam van de soort is voor het eerst geldig gepubliceerd in 1958 door Humes.